# Idiolarnaca hamata
Idiolarnaca hamata är en insektsart som beskrevs av Andrej Vasiljevitj Gorochov 2005. Idiolarnaca hamata ingår i släktet Idiolarnaca och familjen Gryllacrididae. Inga underarter finns listade i Catalogue of Life.